# Neta N01
Neta N01 – elektryczny samochód osobowy typu crossover klasy miejskiej produkowany pod chińską marką Neta w latach 2018–2020.

## Historia i opis modelu

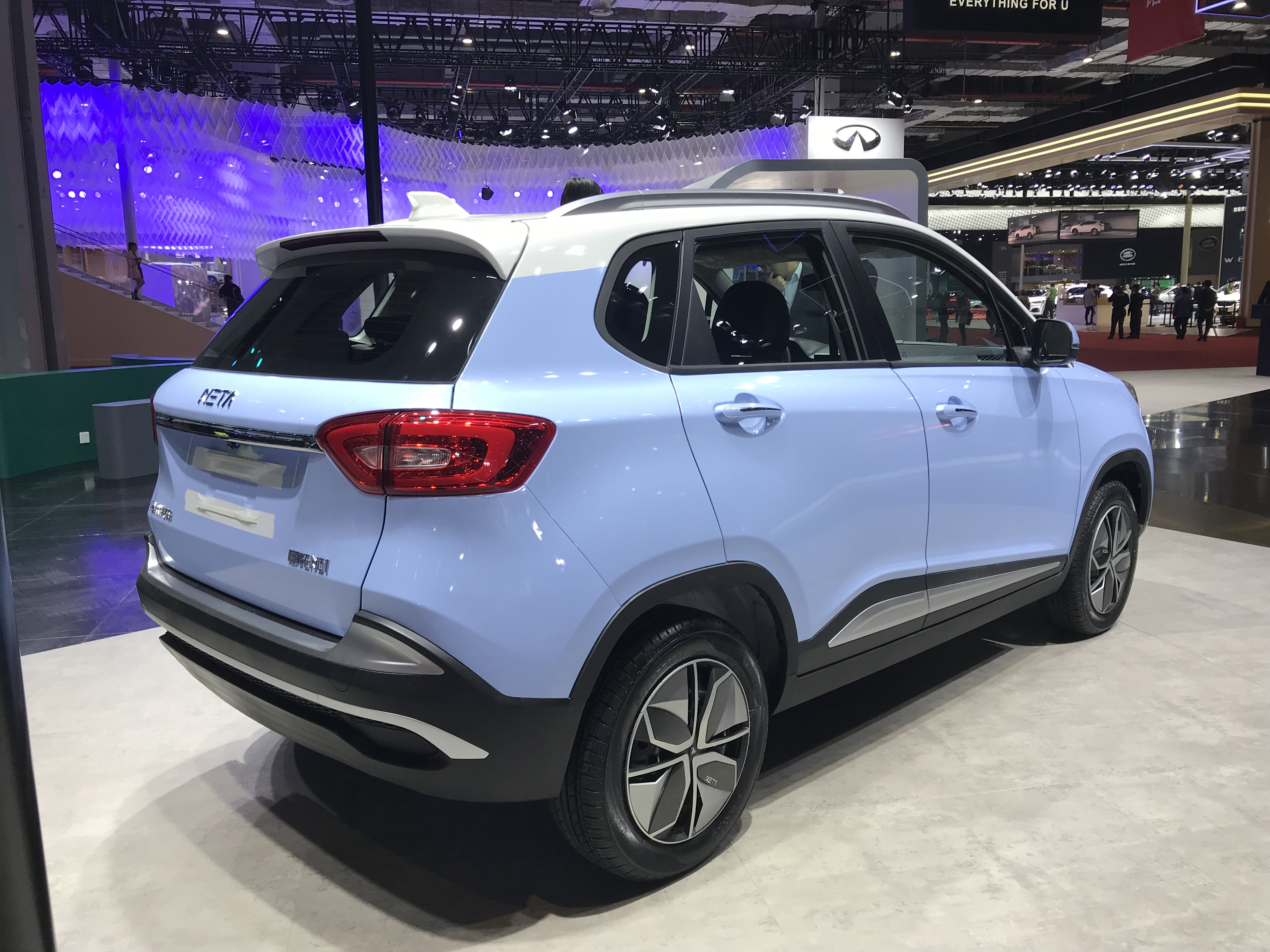
Neta N01 – tył

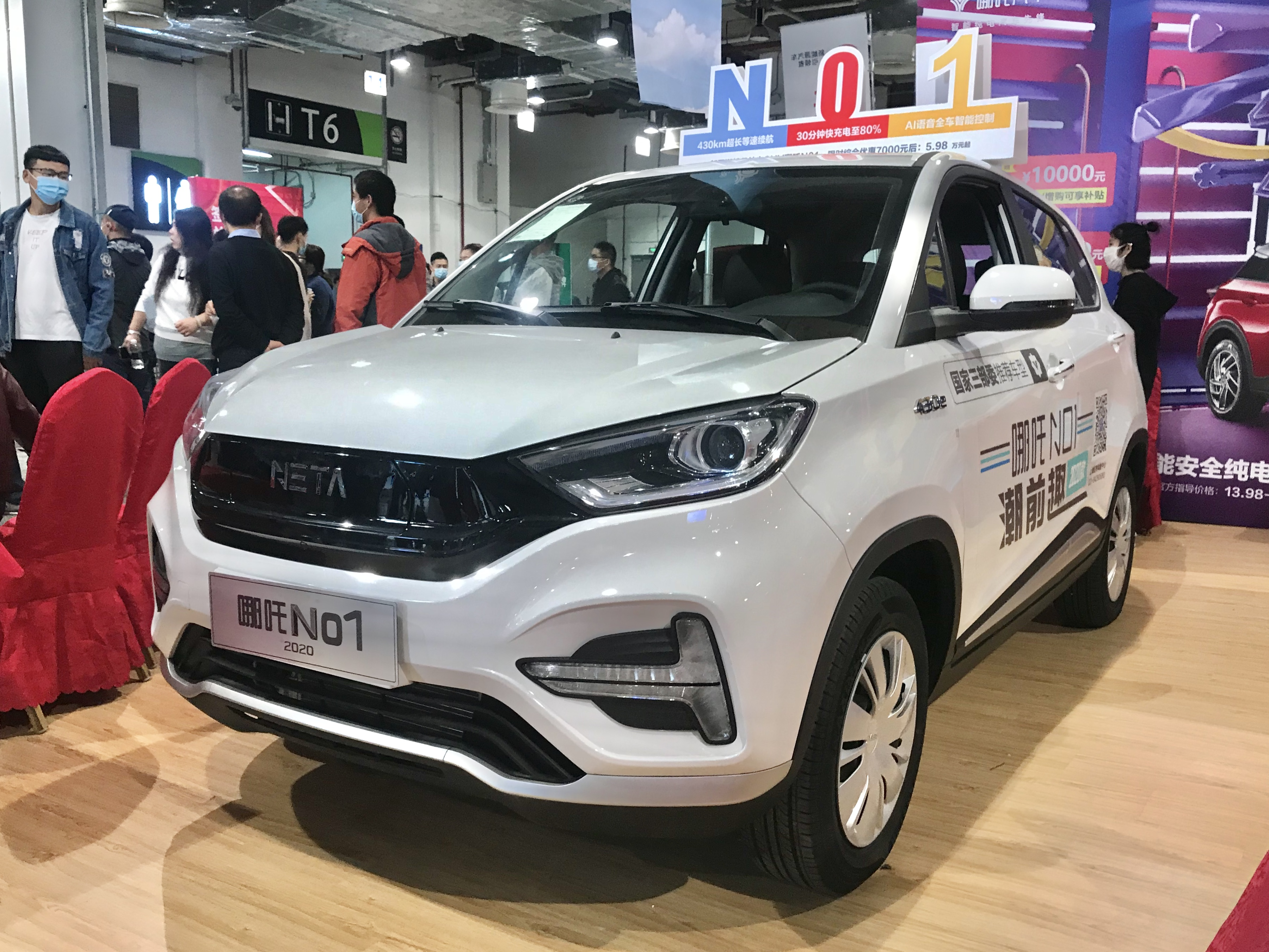
Neta N01 w Szanghaju

W lipcu 2018 roku chińska spółka Hozon Auto przedstawiła oficjalnie pierwszy seryjny model samochodu elektrycznego, dla których utworzona została marka Neta. N01 to mały crossover o pudełkowatych proporcjach i 5-drzwiowym nadwoziu, wyróżniając się dwukolorowym malowaniem nadwozia i imitacją atrapy chłodnicy w pasie przednim w ksztacie rombu.

### Sprzedaż
Neta N01 jest samochodem produkowanym w Chinach z przeznaczeniem na wewnętrzny rynek z myślą o konkurowaniu z innymi, niewielkimi crossoverami oferowanymi na tym rynku. Samochód zdobył umiarkowaną popularność wśród nabywców, w 2019 roku zdobywając 10 tysięcy nabywców, a w kolejnym roku - nieco ponad 8 tysięcy.

### Dane techniczne
Samochód napędzany jest układem elektrycznym rozwijającym 74 KM mocy i 175 Nm maksymalnego momentu obrotowego. Prędkość maksymalna pojazdu została ograniczona do 102 km/h.